# Fede e Carità

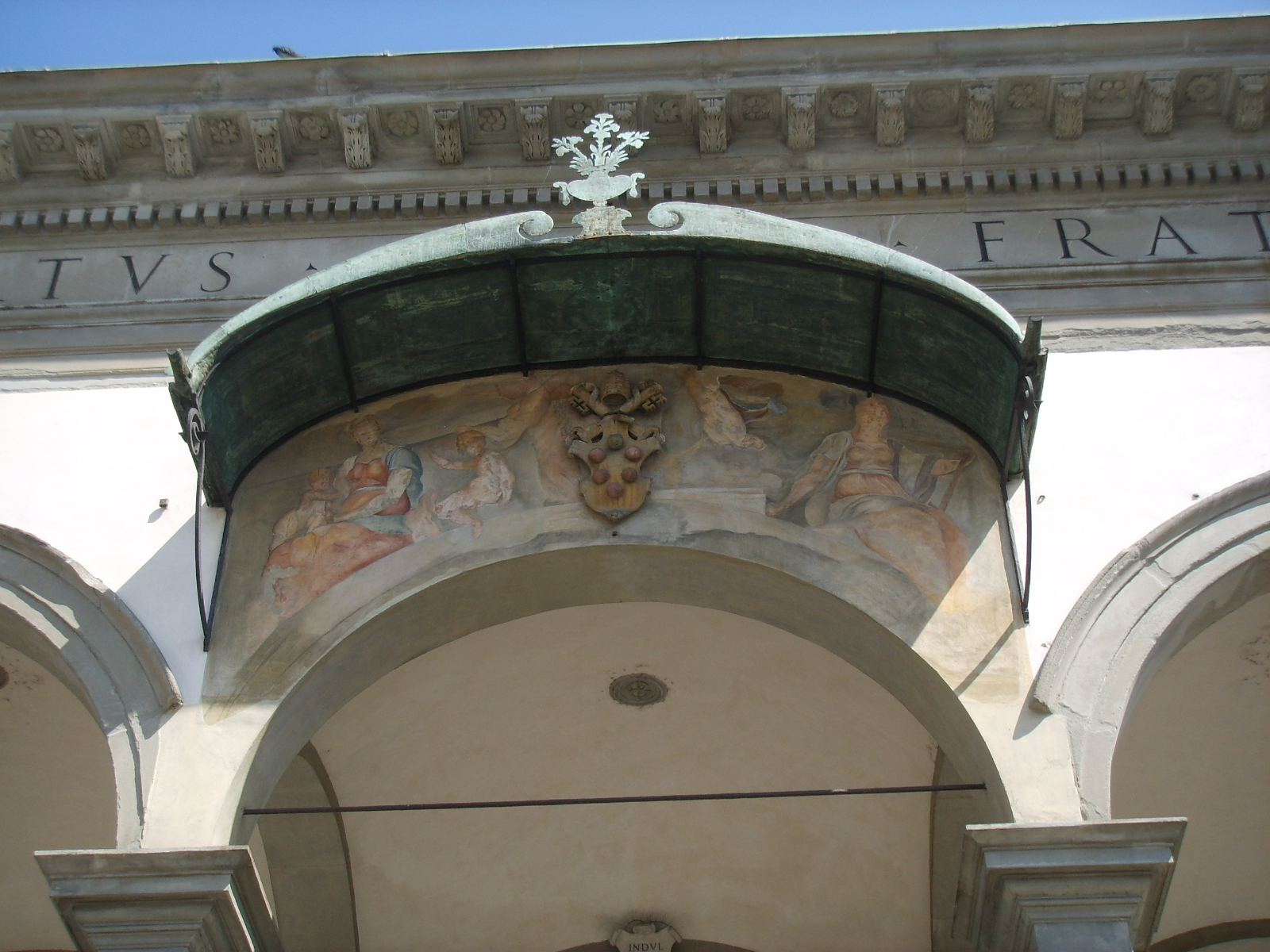
La copia sull'arcone della basilica

Fede e Carità sono un affresco staccato (430x500 cm) di Pontormo, databile al 1513, proveniente dall'arcone centrale del portico della basilica della Santissima Annunziata di Firenze e oggi conservato nel Museo del Cenacolo di Andrea del Sarto.

## Storia
Il 7 ottobre 1513 Pontormo veniva pagato per quella che è una delle sue prime opere note. In occasione della visita di Leone X a Firenze, sua città natale, vennero preparati imponenti apparati decorativi, molti dei quali riguardarono la basilica dell'Annunziata, che doveva essere visitata dal nuovo pontefice.
I frati serviti avevano commissionato ad Andrea di Cosimo Feltrini uno stemma lapideo del pontefice da porre al centro dell'arcone davanti all'ingresso della basilica, adornato di figure allegoriche a grottesche. La strettezza dei tempi però richiesero il ricorso ad aiuti, e venne scelto il diciannovenne Pontormo, allora attivo nella bottega di Andrea del Sarto, per dipingere le figure della Fede e della Carità. Alla fine il Feltrini si occupò solo della doratura dello stemma, preferendo che del resto si occupasse il giovane collega. Il passaggio di allocazione è documentato da una serie di pagamenti al Pontormo registrati nel libro del Camarlingo dell'Annunziata (Conventi Soppressi 119, n.705, c. 143v.).
Vasari ricordò come la bellezza dell'opera, assai lodata, destò l'invidia di Andrea del Sarto, che «on vide mai più Iacopo con buon viso».
L'opera, già compromessa dall'esposizione secolare agli agenti atmosferici, è stata staccata e sostituita in loco da una copia nel XX secolo.

## Descrizione e stile
Due angeli spostano una cortina attorno allo stemma mediceo del pontefice, con due figure seduta ai lati e altri putti. A sinistra la Carità ha due putti vicino di cui si prende cura; a destra la Fede tiene il bastone pastorale.
Il mediocre stato di conservazione permette di apprezzare solo alcuni dettagli, come l'impostazione monumentale delle figure, derivata da Fra Bartolomeo e Mariotto Albertinelli, la ricchezza nella scelta dei colori complementari, la scioltezza delle pose, soprattutto nei putti.
Estatica fu la valutazione del Vasari, che ne riconosceva, giustamente, uno dei primi esempi della nuova maniera a Firenze: «di tanta bellezza, sì per la maniera nuova e sì per la dolcezza delle teste che sono in quelle due femine e per la bellezza de' putti vivi e graziosi [...]; la più bella in fresco che insino allora fusse stata veduta già mai; [...] tutte le figure hanno rilievo grandissimo e son fatte per colorito e per ogni altra cosa tali, che non si possono lodare a bastanza. E Michelagnolo Buonarroti, veggendo un giorno quest'opera e considerando che l'avea fatta un giovane d'anni 19, disse: "Questo giovane sarà anco tale per quanto si vede, che se vive e seguita porrà quest'arte in cielo". »